# 劉九章
劉九章（1500年—？），字公儀，錦衣衛匠籍湖廣衡州府衡陽縣人，明朝政治人物。

## 生平
嘉靖十年（1531年）辛卯科順天府鄉試第一百二十九名舉人。嘉靖二十年（1541年）中式辛丑科會試第九十一名，登第三甲第一百二十九名進士。嘉靖三十二年（1553年）任浙江杭州府知府。

## 家族
曾祖劉潮德；祖父劉通；父劉旦，文思院副使。母王氏。永感下。兄劉九成，贡士。